# Benoni Beheyt
Benoni Beheyt (Zwijnaarde, 27 september 1940) is een Belgische oud-wielrenner die vooral bekend werd door zijn legendarische overwinning tegen landgenoot Rik Van Looy tijdens het wereldkampioenschap in Ronse in 1963.

## Biografie
Beheyt was een talentvol wielrenner uit De Pinte die al op jonge leeftijd een aantal mooie overwinningen had behaald. In 1960 nam hij deel aan de Olympische Spelen waar hij zevende werd in de wegrit en 18e in de ploegentijdrit. In 1962, zijn eerste jaar als prof, won hij al een aantal wedstrijden. In 1963 haalde hij de zege in Gent-Wevelgem en de GP Fourmies. Hij huwde met Annie Desmet, de dochter van Gerard Desmet en verhuisde zo naar Roeselare. Door zijn huwelijk werd hij de aangetrouwde neef van wielrenner Gilbert Desmet met wie hij tussen 1963 en 1965 samen in de ploeg Wiel's-Groene Leeuw zat.
In 1963 maakten Beheyt en Desmet deel uit van de Belgische nationale ploeg die in Ronse voor een derde wereldtitel voor Rik Van Looy moest zorgen. Beiden hoorden echter tot een andere merkenploeg dan Van Looy. Bij de aanloop van de eindsprint zou eerst Desmet de afspraken binnen de Belgische ploeg schenden, waarna Beheyt voor eigen rekening reed en Van Looy in de eindsprint klopte. Veel plezier zou Beheyt niet aan zijn wereldtitel beleven. Van Looy wendde al zijn invloed aan om de carrière van Beheyt te dwarsbomen. Ook de Van Looy-fans zouden Beheyt geen warm hart meer toedragen.
In 1964 zou Beheyt als wereldkampioen nog een rit winnen in de Ronde van Frankrijk en de Ronde van België op zijn naam schrijven. De nasleep van zijn wereldtitel en aanhoudende blessures zouden de carrière van Beheyt voortijdig beëindigen. In 1968 stopte Beheyt zijn wielerloopbaan, waarna hij de fietsenhandel van zijn schoonouders in Roeselare overnam. In 1974 werd hij ook wedstrijdmotard voor de KBWB, wat hij 32 jaar lang zou blijven.
Zijn schoonzoon Kurt Van Keirsbulck had later een korte carrière als wielrenner en won onder andere de Ronde van Vlaanderen voor junioren. Kleinzonen Guillaume Van Keirsbulck en Cériel Desal zijn eveneens profwielrenners.
Tijdens de verkiezing van 'Het talent van Roeselare' of de grootste Roeselarenaar in 2013, werd hij 16e. Als Roeselaarse wereldkampioen hangt zijn foto samen met die van Patrick Sercu, Jean-Pierre Monseré en Freddy Maertens in de Zaal der Wereldkampioenen van het plaatselijke wielermuseum KOERS.

## Belangrijkste overwinningen
1962
- Brussel-Ingooigem
- 2e etappe Ronde van Picardië
- Halle-Ingooigem

1963
- Gent-Wevelgem
- GP Fourmies
- Wereldkampioenschap wielrennen
- Ronde van Wallonië

1964
- Ronde van België
- 22e etappe Ronde van Frankrijk
- GP Zele

## Resultaten in voornaamste wedstrijden
| Jaar | Ronde van Italië | Ronde van Frankrijk | Ronde van Spanje |
| ---- | ---------------- | ------------------- | ---------------- |
| 1962 |                  |                     |                  |
| 1963 |                  | 49e                 |                  |
| 1964 |                  | 49e (1)             |                  |
| 1965 |                  | 47e                 |                  |
| 1966 |                  |                     |                  |

| Jaar | Milaan-San Remo | Gent-Wevelgem | Ronde van Vlaanderen | Parijs-Roubaix | Brabantse Pijl | Parijs-Brussel | Eschborn-Frankfurt |  | WK op de weg |
| ---- | --------------- | ------------- | -------------------- | -------------- | -------------- | -------------- | ------------------ |  | ------------ |
| 1962 | 36e             | 27e           |                      | 74e            | 10e            | 45e            |                    |  |              |
| 1963 | 29e             | Goud          | 14e                  | 13e            | 5e             | 33e            |                    |  | ↑            |
| 1964 | 15e             | 4e            | ↑                    | ↑              | 5e             | Brons          | 4e                 |  | 11e          |
| 1965 |                 | 11e           |                      | 14e            |                |                |                    |  |              |